# Fort Minor
Fort Minor est un groupe de hip-hop américain, originaire de Los Angeles, en Californie. Le groupe est formé en 2004 par Mike Shinoda en tant que projet parallèle musical. Le premier album solo de Shinoda sous le nom de Fort Minor, The Rising Tied, est publié le 22 novembre 2005. Le quatrième single extrait de l'album, Where'd You Go, propulse Fort Minor dans la popularité et atteint la quatrième place du Billboard Hot 100.

## Biographie

### Formation etThe Rising Tied(2004–2006)
Fort Minor est un projet lancé par Mike Shinoda, mené parallèlement à sa carrière au sein du groupe Linkin Park. Le 30 octobre 2005, il publie une mixtape produite par DJ Green Lantern (ex-DJ officiel d'Eminem), Fort Minor: We Major, afin de promouvoir l'album studio à venir.
The Rising Tied est publié le 22 novembre 2005. L'album est produit par Mike Shinoda via son label Machine Shop Recordings. Toute la musique de l'opus est composée, écrite et mixée par Mike Shinoda qui joue de tous les instruments (guitare, basse, piano, synthétiseur, batterie, percussions et platines) sauf les parties de violon et les chœurs. Seuls deux autres membres du groupe Linkin Park participent à l'album : le guitariste Brad Delson et le DJ Joe Hahn (qui apparaît sur la dernière chanson). Le 6 octobre 2005, le clip de Petrified commence à être diffusé sur le site de Fort Minor avant de l'être sur MTV et Fuse. Le producteur exécutif n'est autre que Jay-Z, avec lequel il collabore pour Collision Course en 2004.
Après le succès de Where'd You Go à la semaine du 26 avril 2006, les ventes de The Rising Tied augmentent de 45 pour cent, et l'album atteint les 89e et 104e au Billboard 200. Where'd You Go est récompensé « sonnerie de l'année » aux MTV Video Music Awards de 2006. En mi-août 2006, Fort Minor joue au Summer Sonic avec Linkin Park. Le troisième single extrait de l'album, Right Now, est inclus dans la bande-annonce de The Family That Preys de Tyler Perry.

### Inactivité (2006-2015) et retour (2015)
En novembre 2006, Fort Minor publie sa vidéo du titre Where'd You Go. Shinoda explique qu'il s'agit d'une belle promotion pour Fort Minor. En 2006, Holly Brook publie sa version exclusive de Where'd You Go aux chaînes de radio. Mike ne participe pas à cette version. Aux Billboard One-hit Wonders des années 2000, Fort Minor (avec Holly Brook et Jonah Matranga) est listé 19e, à la suite du succès de Where'd You Go (étant le seul single de Fort Minor classé au top 25).
Shinoda programme le groupe pour le talk-show Conan diffusée sur la chaîne américaine TBS le lundi 22 juin 2015. Le 21 juin 2015, Shinoda confirme officiellement le retour de Fort Minor et un nouveau single, Welcome.

## Discographie

### Albums studio
| Année | Titre                                                                             | Meilleure position | Meilleure position | Meilleure position | Meilleure position | Meilleure position | Meilleure position | Meilleure position | Meilleure position |
| Année | Titre                                                                             | US                 | AUT                | FRA                | ALL                | P-B.               | N-Z.               | SUI                | R-U.               |
| ----- | --------------------------------------------------------------------------------- | ------------------ | ------------------ | ------------------ | ------------------ | ------------------ | ------------------ | ------------------ | ------------------ |
| 2005  | The Rising Tied - Sortie : 22 novembre 2005 - Label : Machine Shop / Warner Bros. | 51                 | 37                 | 151                | 25                 | 79                 | 22                 | 42                 | 142                |

### Mixtapes
- 2005 : Fort Minor Sampler Mixtape
- 2005 : Fort Minor: We Major

### EP
- 2006 : Sessions@AOL
- 2006 : Fort Minor Militia EP

### Albums instrumentaux
- 2005 : Instrumental Album: The Rising Tied

### Singles
| Titre                                                        | Année | Meilleure position | Meilleure position | Meilleure position | Meilleure position | Meilleure position | Meilleure position | Meilleure position | Meilleure position | Meilleure position | Meilleure position | Certifications   | Album                |
| Titre                                                        | Année | US                 | AUS                | AUT                | FIN                | FRA                | ALL                | P-B.               | N-Z.               | SUI                | R-U.               | Certifications   | Album                |
| ------------------------------------------------------------ | ----- | ------------------ | ------------------ | ------------------ | ------------------ | ------------------ | ------------------ | ------------------ | ------------------ | ------------------ | ------------------ | ---------------- | -------------------- |
| Petrified                                                    | 2005  | —                  | —                  | —                  | —                  | —                  | —                  | —                  | —                  | —                  | —                  |                  | The Rising Tied      |
| Remember the Name (featuring Styles of Beyond)               | 2005  | 66                 | —                  | —                  | —                  | —                  | —                  | —                  | —                  | —                  | —                  | - RIAA : Platine | The Rising Tied      |
| Believe Me (avec Eric Bobo & Styles of Beyond)               | 2005  | —                  | 43                 | 47                 | 5                  | —                  | 29                 | 58                 | —                  | —                  | 92                 |                  | The Rising Tied      |
| Where'd You Go (avec Holly Brook)                            | 2006  | 4                  | 41                 | 29                 | 8                  | 24                 | 18                 | 15                 | 14                 | 62                 | —                  | - RIAA : Platine | The Rising Tied      |
| S.C.O.M. / Dolla / Get It / Spraypaint & Ink Pens (Promo CD) | 2006  | —                  | —                  | —                  | —                  | —                  | —                  | —                  | —                  | —                  | —                  |                  | Fort Minor: We Major |
| Welcome                                                      | 2015  | —                  | —                  | —                  | —                  | —                  | —                  | —                  | —                  | —                  | —                  |                  | Single à part        |
| « — » montre que le single n'a atteint aucun classement.     |       |                    |                    |                    |                    |                    |                    |                    |                    |                    |                    |                  |                      |

### Clips vidéo
| Date             | Titre             | Réalisation     |
| ---------------- | ----------------- | --------------- |
| 12 janvier 2005  | Petrified         | Robert Hales    |
| 26 février 2005  | Remember the Name | Kimo Proudfoot  |
| 12 décembre 2005 | Believe Me        | Laurent Briet   |
| 29 mai 2006      | Where'd You Go    | Philip Andelman |
| 22 juin 2015     | Welcome           | Jeff Nicholas   |